# Caró de Tebes
Caró (en llatí Charon, en grec antic Χάρων Kháron), era un distingit polític tebà que va conspirar juntament amb Pelòpides. Va arriscar-se molt en acollir els conspiradors a casa seva quan van tornar a Tebes amb la intenció d'enderrocar al govern oligàrquic favorable a Esparta el 379 aC. Va prendre part activa en la revolució i després fou nomenat beotarca conjuntament amb Pelòpides i Mel·ló, segons diu Xenofont.